# Slavko Goluža
Slavko Goluža (ur. 17 września 1971 w Stolacu) – chorwacki piłkarz ręczny, reprezentant kraju, rozgrywający. Karierę sportową zakończył w 2006 r.
Mistrz świata z 2003 r. z Portugalii oraz wicemistrz świata z 2005 r. z Tunezji.
Złoty medalista igrzysk olimpijskich w 1996 r. w Atlancie i igrzysk olimpijskich w 2004 r. w Atenach.
Od września 2010 r. trener męskiej reprezentacji Chorwacji.